# Св. св. Козма и Дамян (Пещани)
„Свети Безсребреници Козма и Дамян“, още „Свети Врач“ или „Свети Врачи“ (на македонска литературна норма: „Свети Безсребреници Кузман и Дамјан“), е възрожденска църква в охридското село Пещани, Северна Македония. Църквата е част от Охридското архиерейско наместничество на Дебърско-Кичевската епархия на Македонската православна църква – Охридска архиепископия.
Църквата е гробищен храм, разположен в южния край на селото. Възобновена е в 1844 година на старо култово място. Предполага се, че тук е била църквата „Света Богородица Одигитрия“, спомената в надписа на „Св. св. Константин и Елена“ в Охрид. Градена е от кършен камък, обработен край вратите и прозорците. Венецът е от бигор. На изток има седемстранна апсида. Отвън е дограден дървен трем.
Изписана е в 1944 година от зографа Рафаил Кръстев със синовете му Кръсте и Владимир от Лазарополе, а олтарът е изписан в 1997 година от Драган Ристески. На иконостаса има нови, но и стари ценни икони.